# Hilton Hawaiian Village

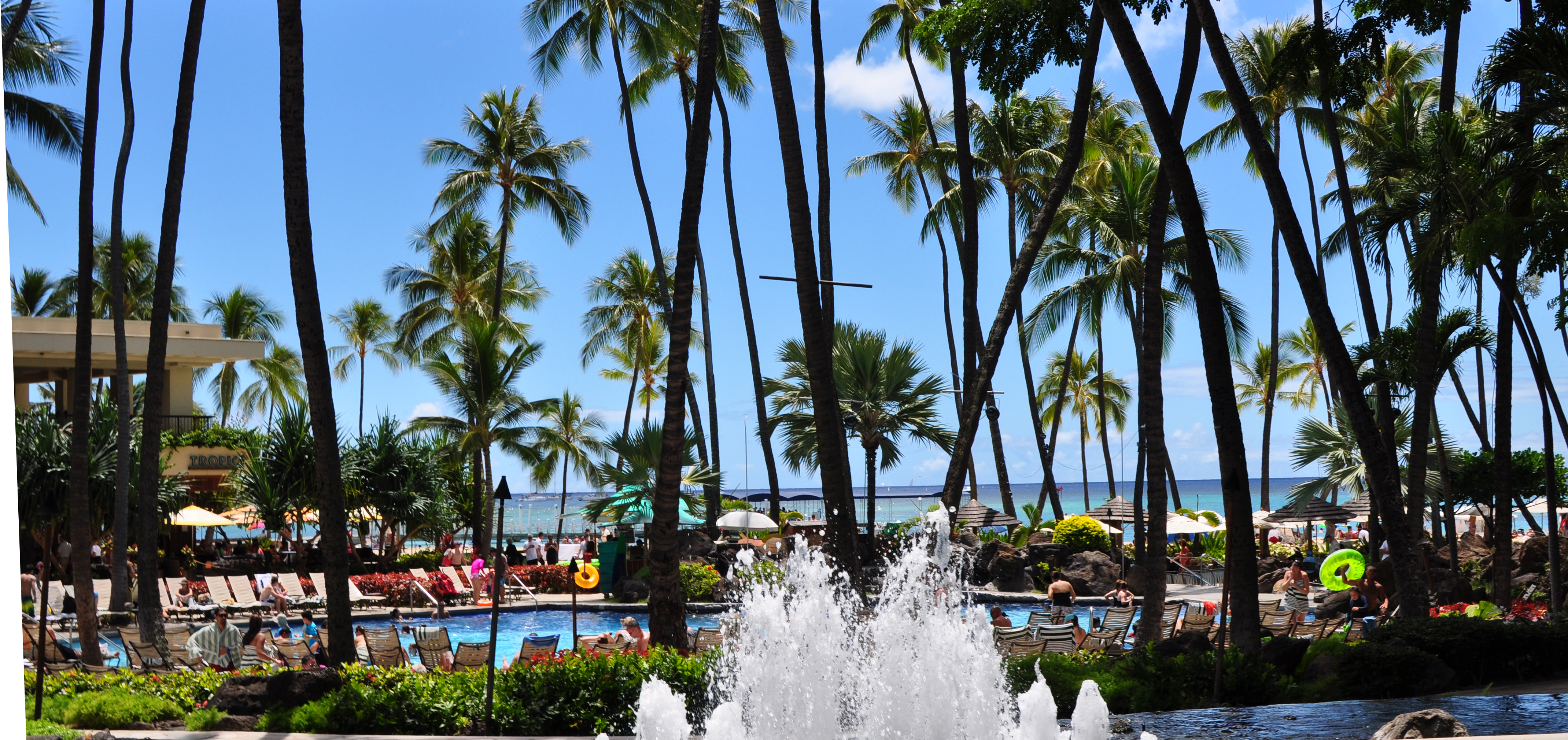

 O Hilton Hawaiian Village Waikiki Beach Resort é um hotel resort na praia de Waikiki, em Honolulu, Havaí. O resort foi inaugurado em 1955,  e desde então tem crescido para se tornar o maior da cadeia de hotéis Hilton, e um dos maiores hotéis do mundo. É o maior hotel dos Estados Unidos fora da área metropolitana de Las Vegas. 

## História
Localizado na ilha havaiana de O'ahu, o John Ena Estate foi originalmente construído no local da antiga vila de Kalia, que era a casa de infância do duque Kahanamoku. Consistia em uma propriedade privada com residência de proprietários, casas arrendatárias e um salar. A parte da propriedade mais próxima da praia oceânica foi desenvolvida por volta de 1900 como um pequeno hotel chamado Old Waikiki, e então foi reformado em 1928 como o Niumalu Hotel. 
O Hawaiian Village Hotel foi concebido, construído e administrado pela primeira vez por Henry J. Kaiser, o industrial que construiu a Represa Hoover e Grand Coulee Dam e fundou o sistema de saúde Kaiser Permanente. Em 1954, Kaiser e desenvolvedor Fritz B. Burns comprou os 16 acre(s)s (6,5 ha)   Kalia propriedade de John Ena e combinado com o Niumalu Hotel para construir a vila havaiana, convertendo o apartamento em uma lagoa. Eles construíram cabanas com telhado de palha com 70 quartos, The Tapa Room, jardins e três piscinas e o hotel foi inaugurado em 15 de setembro de 1955.  Em 1º de maio de 1956, a Western Hotels assumiu a administração do Hawaiian Village Hotel.  Em 1957, a moderna Ocean Tower e o famoso Geodesic Dome foram adicionados. Conrad Hilton comprou metade do resort de Henry J. Kaiser em 1961. A Hilton Hotels & Resorts assumiu a gerência em 1º de fevereiro de 1961, renomeando o resort Hilton Hawaiian Village.  Elvis Presley se hospedou no hotel logo após filmar Blue Hawaii. Em 1968, a icônica Rainbow Tower do resort foi inaugurada, com o maior e mais alto mosaico de azulejos do mundo em sua fachada, uma imagem de um arco-íris medindo 26 pés de largura e 286 pés de altura, o que exigiu mais de 16.000 peças individuais. A Tapa Tower foi adicionada em 1982, e a Ocean Tower original foi destruída e reconstruída em 1987, com a adição de dois andares, quando foi renomeada como Ali'i Tower. A Kalia Tower de 25 andares foi c em 2001. 
Em 2006, a Hilton Hotels recebeu US$ 25 milhões na liquidação de sua ação judicial contra o crescimento de fungos tóxicos na Kalia Tower do Hilton Hawaiian Village. 
Hoje, o Hilton Hawaiian Village Hotel fica em mais de 22 acre(s)s (8,9 ha)   de propriedade à beira-mar, perto do Ala Moana Center. Possui a maior piscina em Waikiki, mais de vinte e dois restaurantes, fauna exótica e jardins botânicos, Duke's Lagoon e exposições históricas emprestadas do Museu Bishop. 